# Lochieu

Lochieu este o comună în departamentul Ain din estul Franței.